# Marie Hänle
Marie Hänle (* 8. September 2002 in Ulm) ist eine deutsche Volleyballspielerin.

## Karriere
Hänle begann ihre Karriere beim TSV Laupheim in der Nähe von Ulm. Über den Olympiastützpunkt Stuttgart kam sie zu Allianz MTV Stuttgart und spielte in der Saison 2019/20 mit der zweiten Mannschaft in der zweiten Liga Süd. Danach wechselte die Diagonalangreiferin zum Erstligisten NawaRo Straubing. Der Verein schied im DVV-Pokal 2020/21 im Achtelfinale aus und kam in den Bundesliga-Playoffs ins Viertelfinale. Im DVV-Pokal 2021/22 kam Straubing ins Viertelfinale, aber in der Bundesliga-Hauptrunde nicht über den vorletzten Platz hinaus. Wegen der Insolvenz des Vereins zog sich die Mannschaft im Januar 2023 aus der Bundesliga-Saison 2022/23 zurück.
Für den Rest der Saison wechselte Hänle zum Ligakonkurrenten Dresdner SC. Dresden erreichte das Playoff-Halbfinale. Nach der Saison wechselte die Diagonalangreiferin zum VfB Suhl LOTTO Thüringen. Mit Suhl erreichte sie das Viertelfinale im DVV-Pokal 2023/24. Im Dezember 2023 wurde sie jedoch vom Ligakonkurrenten SSC Palmberg Schwerin verpflichtet. Mit Schwerin wurde sie deutsche Vizemeisterin. Auch 2024/25 spielt Hänle für Schwerin.